# Liste der Baudenkmale in Dechow
In der Liste der Baudenkmale in Dechow sind alle denkmalgeschützten Bauten der mecklenburgischen Gemeinde Dechow und ihrer Ortsteile aufgelistet. Grundlage ist die Veröffentlichung der Denkmalliste des Kreises Nordwestmecklenburg mit dem Stand vom 16. September 2020.

## Baudenkmale nach Ortsteilen

### Dechow
| ID   | Lage                  | Bezeichnung                                          | Beschreibung | Bild |
| ---- | --------------------- | ---------------------------------------------------- | ------------ | ---- |
| 1537 | Dorfstraße 1          | Bauernhaus m. Saalanbau                              |              |      |
| 1539 | Dorfstraße 5a         | Scheune                                              |              |      |
| 247  | Dorfstraße 8 (Karte)  | Bauernhof                                            |              |      |
| 248  | Dorfstraße 13 (Karte) | Bauernhaus                                           |              |      |
| 1538 | Dorfstraße 14, 15     | Bauernhaus                                           |              |      |
| 1540 | Dorfstraße 20         | Bauernhaus                                           |              |      |
| 1541 | Röggeliner Straße 9   | ehem. Hirtenkaten                                    |              |      |
| 249  |                       | Gedenkstein zur Vollgenossenschaft auf dem Dorfanger |              |      |
| 250  | Seeweg 1 (Karte)      | Relling-Katen                                        |              |      |
| 251  | Seeweg 2 (Karte)      | Bauernhaus                                           |              |      |

## Quelle
Denkmalliste des Landkreises Nordwestmecklenburg (Stand: 9. November 2023; PDF, 1,2 MByte)
- Karte mit allen Koordinaten:
- OSM |
- WikiMap